# Sudan Peoples Defense Forces
Sudan Peoples Defense Forces (SPDF) o Forces de Defensa Popular del Sudan (FDPS) fou la branca militar de l'organització política Sudan Peoples Democratic Front, la qual estava dirigida per Riak Machar, que la va crear quan va trencar amb el govern de Khartum el 2001.
Va tenir una existencia efímera, ja que el 6 de gener del 2002 es va unir al SPLA; el gener del 2006 va quedar integrada en les South Sudan Defence Forces.